# Стремоухов, Дмитрий Николаевич
Стремоухов Дмитрий Николаевич (8 мая 1902, Вильна, Российская империя — 29 апреля 1961, Париж, Франция) — русский историк религиозной мысли.

## Биография
Родился 8 мая 1902 года в Вильне (в настоящее время — Вильнюс, Литва) в семье Николая Петровича Стремоухова, будущего генерал-лейтенанта Генерального штаба. После революции в 1920 году вместе с семьёй покинул Россию. В эмиграции жил в Королевстве сербов, хорватов и словенцев, где учился в Загребском университете, затем переехал во Францию, где продолжил образование в Сорбонне. С 1930 по 1948 годы (за исключением 1943—1945 годов, когда был арестован Гестапо и находился в концлагере Бухенвальд) читал лекции по русскому языку и литературе в Страсбургском университете. С 1948 года перешёл на работу в Лилльский университет, с 1955 года читал лекции в Реннском университете. В 1956 году приглашён на должность профессора в Эксском университете, но уже через два года становится профессором Сорбонны, где в 1960 году возглавил отделение славянских языков и славянских литератур.
Скончался 29 апреля 1961. Похоронен на кладбище Сент-Женевьев-де-Буа под Парижем.

## Основные работы
В 1935 году защитил докторскую диссертацию по работам Соловьёва и Тютчева.

### Монографии
- La poésie et l’idéologie de Tiouttchev. (Thèse) [texte imprimé] / Dimitri STREMOOUKHOFF, — Strasbourg: Faculté des Lettres et Sciences Humaines, 1937. — 181 : № 25.

- Vladimir Soloviev et son oeuvre messianique (réimpression d’une thèse de 1935) [texte imprimé] / Dimitri STREMOOUKHOFF, — Paris: L’Age d’Homme, [1975]. — 351 p.

### Книги
D Strémooukhoff;  Phillip Guilbeau;  Heather Elise. Vladimir Soloviev and his messianic work by  MacGregor. — Belmont, Massachusetts: Nordland Pub. Co., 1980. — 228 p. — ISBN 0913124362 9780913124369.

### Статьи
- Стремоухов Дм. Москва — Третий Рим: источник доктрины / (Пер. с англ. по изд.: Speculum. V. XXVIII. 1953. N 1. P. 84—101) Из истории русской культуры. Т.II. Кн.1. Киевская и Московская Русь. — М.: Языки славянской культуры, 2002, с. 425—441